# Campoplex jaeckhi
Campoplex jaeckhi är en stekelart som först beskrevs av Bauer 1936.  Campoplex jaeckhi ingår i släktet Campoplex och familjen brokparasitsteklar. Inga underarter finns listade.